# Sherwood Forest (bos)

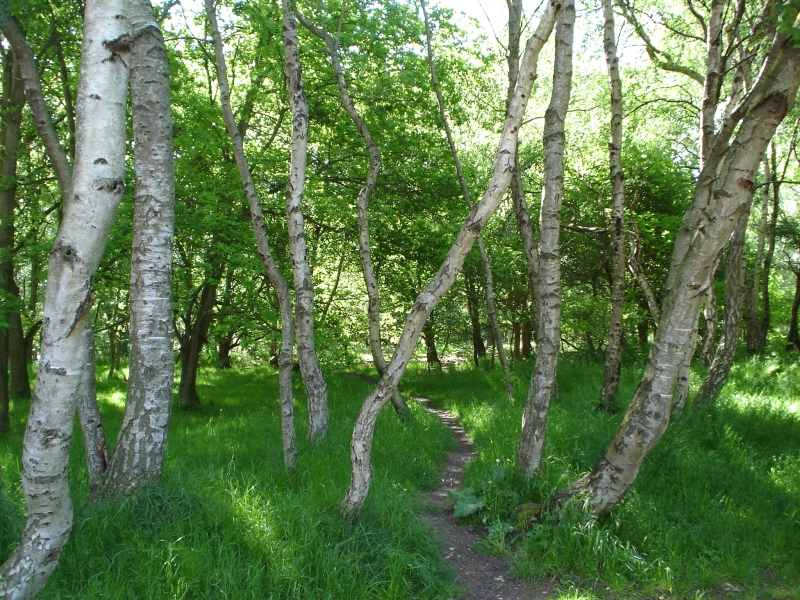
Een wandelpad door Sherwood Forest

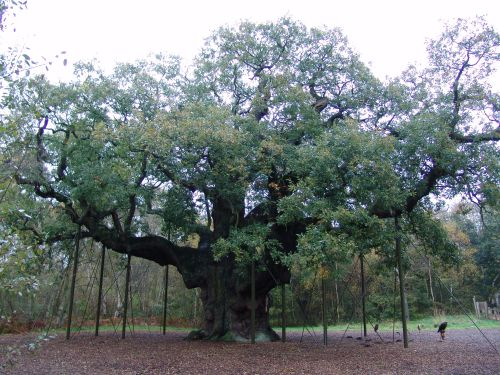
Major Oak

Sherwood Forest is een bosgebied in het Engelse graafschap Nottinghamshire. Het bos is met name bekend vanwege de legende van Robin Hood, waarvan de verhalen zich afspelen in dit gebied. Sinds de laatste ijstijd is het gebied constant bebost geweest, waardoor sprake is van een oerbos. In de afgelopen eeuwen is Sherwood Forest wel steeds kleiner geworden, tot ongeveer 4,23 km² (423 hectare) begin 21e eeuw.
Het bos trekt jaarlijks een half miljoen bezoekers. Het aantal bezoekers steeg aanzienlijk na de televisieserie Robin Hood uit 2006.

## Geschiedenis
Sherwood Forest werd vaak bezocht door de Mercian Kings. Na de invasie van Engeland (1066), maakte koning Willem de Veroveraar van Sherwood Forest een koninklijk jachtbos. Het bos werd populair bij Jan zonder Land, koning van Engeland en koning Edward I van Engeland. De overblijfselen van een jachthuis zijn te vinden in Kings Clipstone genaamd "King John's Palace".
Na de ontbinding van de kloosters door koning Hendrik VIII van Engeland in 1536 werd het land van Sherwood verkocht en in privébezit gebracht, dat werd omgezet in landgoederen. Koning Karel II van Engeland bracht het beheer van Sherwood Forest weer onder controle in het koninklijke domein. In de 17e eeuw werden grote delen van "Sherwood Crown Land" verkocht aan particuliere eigenaren die er de landgoederen van "Thoresby Hall", "Rufford Abbey", het voormalige "Clumber House", "Clumber Park", "Welbeck Abbey" en "Worksop Manor" bouwden. "Newstead Abbey" werd er ook gebouwd, al was dit koninklijk bezit.

## Major Oak
Midden in het bos, vlak bij de plaats Edwinstowe, staat een beroemde eik die de Major Oak genoemd wordt. Deze bijna duizend jaar oude boom wordt gezien als het voormalig hoofdkwartier van Robin Hood.
De oude eik wordt verondersteld tussen de 800 en 1.000 jaar oud te zijn, en sinds het Victoriaanse tijdperk worden de massieve takken ondersteund door een systeem van palen om te voorkomen dat ze breken.
In februari 1998 kreeg een lokaal bedrijf toestemming om stekken van Major Oak te nemen en te kweken, zodat ze konden worden verkocht en geplant in grote steden over de hele wereld.
Major Oak werd in 2005 genoemd in het BBC-tv-programma "Seven Natural Wonders" als een van de natuurlijke wonderen van de Midlands.